# Giovanni Guccione
Giovanni Guccione (Terranova di Sicilia, 4 gennaio 1891 – Cave di Selz, 21 ottobre 1915) è stato un militare italiano, decorato di Medaglia d'oro al valor militare alla memoria nel corso della prima guerra mondiale.

## Biografia
Nacque a Terranova di Sicilia, provincia di Caltanissetta il 4 gennaio 1891, figlio di Gaetano e Giuseppa Perricone. Dopo aver completato gli studi primari  frequentò l'Istituto tecnico "Paolo Emiliani Giudici" nella sua città natale, e poi quello Regio di Caltanissetta, conseguendo il diploma in fisico-matematica nel 1910. Iscrittosi alla facoltà di ingegneria dell'università di Catania, nel settembre 1912 rinunciò al rinvio del servizio di leva e si arruolò volontario nel Regio Esercito in qualità di Allievo ufficiale presso la Regia Accademia Militare di Torino. Due anni dopo fu nominato sottotenente di complemento, assegnato all'arma di fanteria, in forza al 6º Reggimento fanteria della Brigata Aosta per il servizio di prima nomina. Nel settembre 1914 transitò in servizio al  76º Reggimento fanteria della Brigata Napoli, di stanza a Messina. Nel maggio 1915 raggiunse con il suo reggimento la zona di radunata, oltrepassando il confine subito dopo l'inizio della guerra con l'Impero austro-ungarico, avvenuta il 24 dello stesso mese. Al comando di un plotone della 1ª Compagnia prese posizione oltre il corso dell'Isonzo, a nord-ovest del Monte Sabotino, distinguendosi nei primi mesi del conflitto. Promosso tenente per merito di guerra fu trasferito nel settore di Monfalcone per prendere parte alla terza battaglia dell'Isonzo. Posizionato a quota 65 della Cave di Selz il 21 ottobre il suo battaglione ricevette l'ordine di attaccare i trinceramenti nemici posti in direzione del Cosich e del Debeli, convergendo sulla destra del Vallone di Selz. Durante l'attacco raggiunse la linea dei reticolati, addentrandosi in essi e cominciando a svellere i paletti di sostegno degli stessi a mani nude. Cadde colpito a morte da una raffica di mitragliatrice, e il suo corpo venne recuperato tre giorni dopo, risultando impigliato sui fili spinati del reticolato, oramai in gran parte divelto. La salma venne sepolta nel cimitero di Ronchi solo il 26 ottobre. Per onorarne il coraggio, con "motu proprio", S.M. Re Vittorio Emanuele III il 4 febbraio 1916 lo decorò con la Medaglia d'oro al valor militare alla memoria.

### Fonti
1. ↑  Carolei, Greganti, Modica 1968, p. 92.
2. 1 2 3 4 5  Combattenti Liberazione.
3. 1 2 3 4 5 6 7  Gela Beni Culturali.
4. ↑  Sito web del Quirinale: dettaglio decorato.
5. ↑  Bollettino Ufficiale 26 febbraio 1916, pagina 687.